# Wysoka Grobla
Wysoka Grobla (biał. Высокая Грэбля; ros. Высокая Гребля) − chutor na Białorusi, w obwodzie grodzieńskim, w rejonie iwiejskim, w sielsowiecie Ejgirdy.

## Historia
W czasach zaborów zaścianek w gminie Holszany, w powiecie oszmiańskim, w guberni wileńskiej Imperium Rosyjskiego. W 1866 roku miał 2 domy i 21 mieszkańców. W 1905 roku liczył 15 mieszkańców, 20 dziesięcin, własność Więcławskiego.
W latach 1921–1945 zaścianek leżał w Polsce, w województwie wileńskim, w powiecie oszmiańskim, w gminie Traby a następnie w gminie Holszany.
W 1931 w 3 domach zamieszkiwały 24 osoby.
Wierni należeli do parafii rzymskokatolickiej w Trabach. Miejscowość podlegała pod Sąd Grodzki w Holszanach i Okręgowy w Wilnie; właściwy urząd pocztowy mieścił się w Trabach.
Po II wojnie światowej w granicach Związku Sowieckiego. Od 1991 w niepodległej Białorusi.